# Kourtéré Samboro
Kourtéré Samboro (auch: Kourtéré, Kourtéré 1, Kourtéré Samboré) ist ein Dorf im Arrondissement Niamey V der Stadt Niamey in Niger.

## Geographie
Das von einem traditionellen Ortsvorsteher (chef traditionnel) geleitete Dorf befindet sich am Fluss Niger im Nordwesten des ländlichen Gebiets von Niamey V. Zu den umliegenden Siedlungen zählen das Dorf Néini Goungou im Nordosten, das Stadtviertel Lamordé und die informelle Siedlung Zarmagandey im Osten, das Dorf Diamowé im Südosten, das Dorf Kourtéré Boubacar (Kourtéré 2) im Südwesten und das Dorf Ganguel im Westen.
Bei Kourtéré Samboro verläuft ein in den Fluss Niger mündendes Trockental, der Kourtéré Gorou. Das Trockental hat eine Länge von 17 Kilometern und ein Einzugsgebiet von mehr als 250 Quadratkilometern. Das Wort gorou kommt aus der Sprache Zarma und bedeutet „Trockental“.

## Geschichte
Kourtéré Samboro bestand bereits in den 1970er Jahren, als sich die Stadt Niamey auf das rechte Ufer des Nigers auszudehnen begann. Das Dorf  lag bis Ende des 20. Jahrhunderts außerhalb der Stadtgrenzen von Niamey und gehörte zum Arrondissement Kollo.

## Bevölkerung
Bei der Volkszählung 2012 hatte Kourtéré Samboro 856 Einwohner, die in 151 Haushalten lebten. Bei der Volkszählung 2001 betrug die Einwohnerzahl 302 in 46 Haushalten und bei der Volkszählung 1988 belief sich die Einwohnerzahl auf 1314 in 168 Haushalten.

## Wirtschaft und Infrastruktur
Beim Dorf führt die 2021 eröffnete General-Seyni-Kountché-Brücke über den Fluss Niger.